# Evangelische Kirche (Semd)

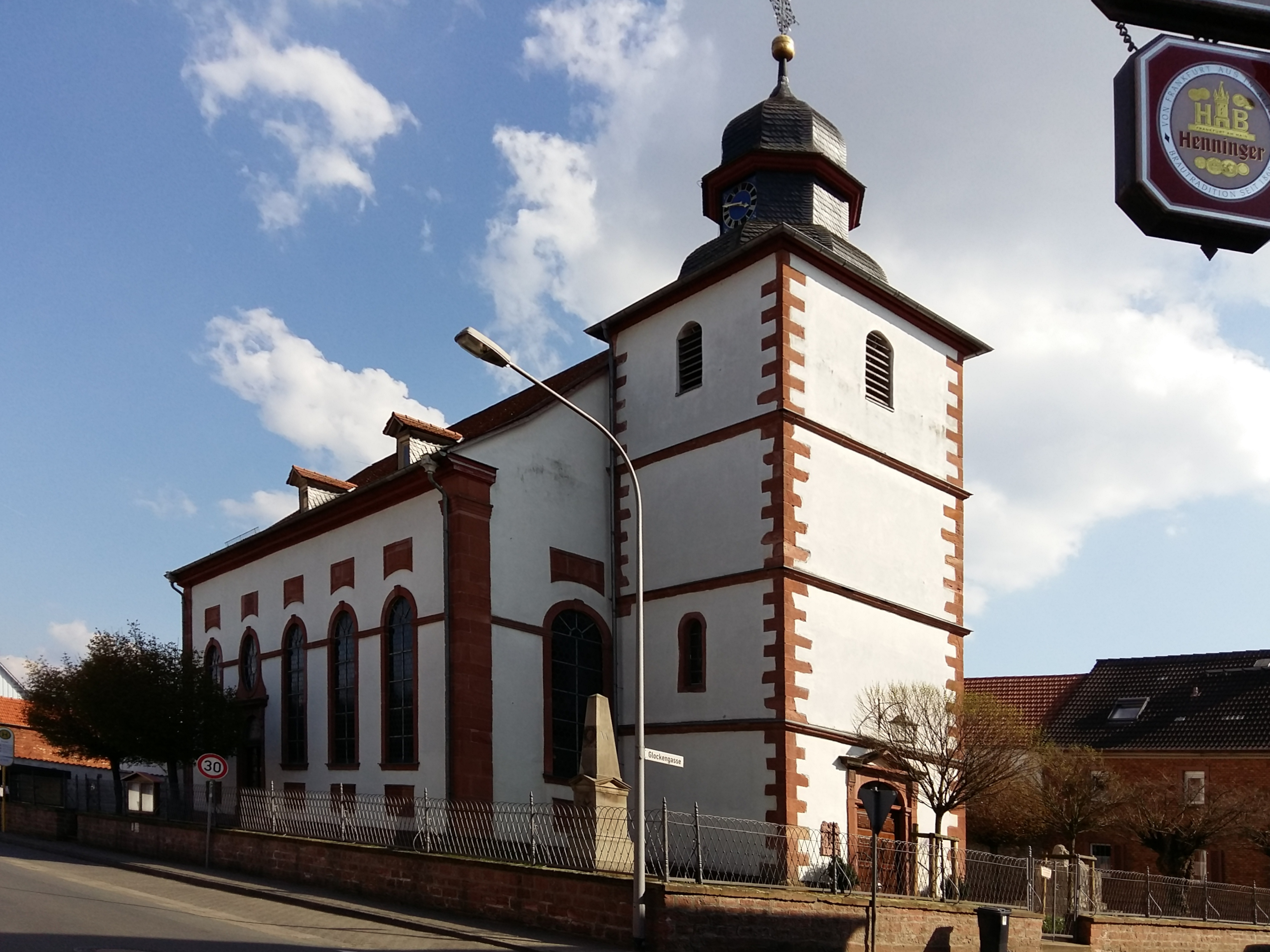
Evangelische Kirche (Semd)

Die Evangelische Kirche Semd ist ein denkmalgeschütztes Kirchengebäude, das in Semd steht, einem Stadtteil der Gemeinde Groß-Umstadt im Landkreis Darmstadt-Dieburg in Hessen. Die Kirchengemeinde gehört zum Dekanat Vorderer Odenwald in der Propstei Starkenburg der Evangelischen Kirche in Hessen und Nassau.

## Beschreibung
Der quadratische Kirchturm der Saalkirche wurde noch im 16. Jahrhundert gebaut. Sein oberstes Geschoss beherbergt hinter den Klangarkaden den Glockenstuhl. Dort hingen ursprünglich zwei Kirchenglocken, die 1751 und 1777 von der Glockengießerfamilie Schneidewind gegossen wurden. Das aktuelle Geläut mit drei Glocken stammt aus dem Jahr 1952. Die zweistufige, glockenförmige Haube, die in der Mitte durch einen achteckigen Aufsatz für die Turmuhr unterbrochen ist, wurde ihm 1715 aufgesetzt. Das Kirchenschiff mit dem dreiseitigen Schluss im Osten wurde 1792/93 angefügt.
Die von Johann Christoph Henrici 1731 gebaute Orgel mit 12 Registern, einem Manual und einem Pedal wurde 1791 von Konrad Zahn in die Kirche eingebaut und erweitert.